# 알피 맥카몬트
알피 존 맥카몬트(영어: Alfie John McCalmont, 2000년 3월 25일 ~ )는 잉글랜드에서 태어난 북아일랜드의 축구 선수로, 현재 프리미어리그의 클럽인 리즈 유나이티드 FC에서 활약하고 있다. 포지션은 수비형 미드필더이다.